# بیل آربلاستر
بیل آربلاستر (انگلیسی: Bill Arblaster؛ زادهٔ ۱۹۰۰) بازیکن فوتبال اهل بریتانیا است.
از باشگاه‌هایی که در آن بازی کرده‌است می‌توان به باشگاه فوتبال مرثر تاون و باشگاه فوتبال گیلینگام اشاره کرد.